# روبرت كريمر
روبرت كريمر (بالإنجليزية: Robert Kramer)‏ هو كاتب سيناريو ومخرج وممثل أمريكي، ولد في 22 يونيو 1939 بنيويورك في الولايات المتحدة، وتوفي في 10 نوفمبر 1999 بنورماندي العليا في فرنسا بسبب التهاب السحايا.

## وصلات خارجية
- روبرت كريمر على موقع IMDb (الإنجليزية)
- روبرت كريمر على موقع ألو سيني (الفرنسية)
- روبرت كريمر على موقع أول موفي (الإنجليزية)
- روبرت كريمر على موقع قاعدة بيانات الأفلام السويدية (السويدية)
- روبرت كريمر على موقع قاعدة بيانات الفيلم (الإنجليزية)
- روبرت كريمر على موقع كينوبويسك (الروسية)